# Región Lerma
Región 7 Lerma es la séptima de las 20 regiones en que se divide el Estado de México.

## Municipios de la región
- Atizapán
- Capulhuac
- Lerma
- Ocoyoacac
- Texcalyacac
- Tianguistenco
- Xalatlaco